# دي ريس
دي ريس (بالإنجليزية: Dee Rees)‏ هي كاتبة سيناريو ومخرجة أمريكية، ولدت في 7 فبراير 1977 في ناشفيل في الولايات المتحدة.

## وصلات خارجية
- دي ريس على موقع IMDb (الإنجليزية)
- دي ريس على موقع ألو سيني (الفرنسية)
- دي ريس على موقع أول موفي (الإنجليزية)
- دي ريس على موقع قاعدة بيانات الفيلم (الإنجليزية)
- دي ريس على موقع كينوبويسك (الروسية)